# سیارک ۲۱۴۶۷
سیارک ۲۱۴۶۷ (به انگلیسی: 21467 Rosenstein، نامگذاری:1998HX93) بیست و یک هزار و چهارصد و شصت و هفتمین سیارک کشف شده‌است که در ۲۱ آوریل ۱۹۹۸ کشف شد.
قدر مطلق سیارک برابر ۱۵.۵ است.